# ヨコハマナガゴミムシ

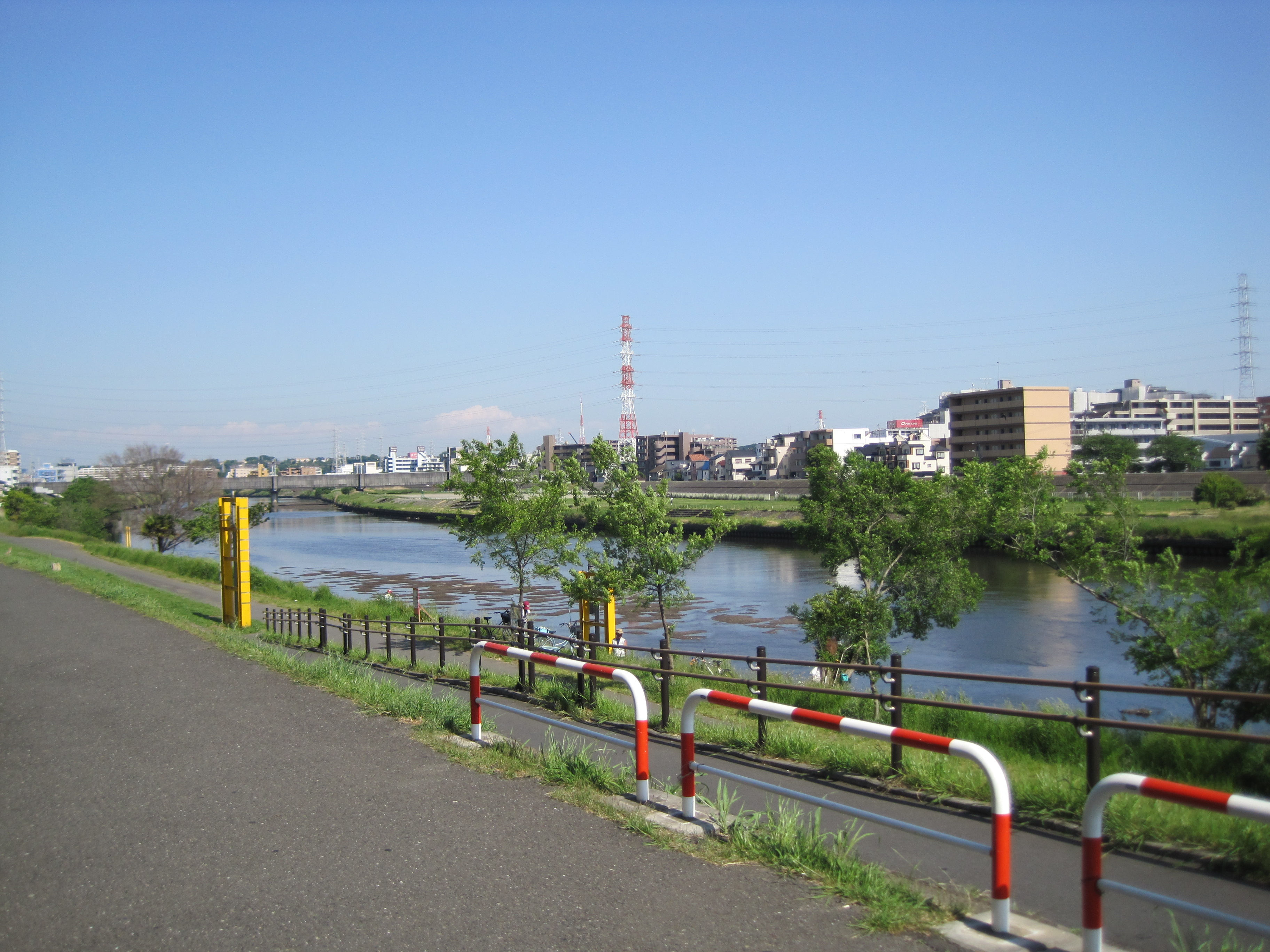
ヨコハマナガゴミムシが住む鶴見川の風景

ヨコハマナガゴミムシ（よこはまながごみむし、学名:Pterostichus yokohamae Nakane & Straneo）は、コウチュウ目オサムシ科の昆虫である。世界でも日本の神奈川県横浜市にある鶴見川の河川敷にしか存在しない。絶滅危惧種でもある。

## 概要
体長約2cmのゴミムシの仲間で、水辺の茂みに住み地を這い回って生活している。1960年代に発見され1979年（昭和54年）に新種として発表された。世界でも鶴見川にしか生息していない固有種で数が少なく、河川工事で生活場所も少なくなってしまい「絶滅危惧種I類」の希少種である。新横浜公園近くの河川敷ではこの虫のために護岸化が回避された。故に捕獲採集は推奨されない。大都会を名にもつ珍しい虫だが、このような虫は、ほかに「トウキョウヒメハンミョウ」や「トウキョウトラカミキリ」というものがいる。

## 詳しく載っている本
- 「虫屋が実践する昆虫の保全（8）都市圏に棲む固有昆虫ヨコハマナガゴミムシ-カミキリ特集（8）」『月刊むし:a monthly journal of entomology（453）』苅部治紀 むし社 2008年11月 51～55ページ
- 『絶滅危惧の昆虫事典 新版』川上洋一 東京堂出版 2010年

## 参考資料
- 『絶滅危惧の昆虫事典 新版』川上洋一 東京堂出版 2010年
- “神奈川県レッドデータブック2006 Web版”. 神奈川県. (2006年7月8日) 2020年3月11日閲覧。